# Florentino de Elizaicin
Florentino de Elizaicin y España (Bertrán de Lys Samper) (Alicante 1859-San Vicente del Raspeig, 1936) fue un empresario y político valenciano, hijo de Manuel de Elizaicin Bertrán de Lys y de María de la Asunción España Samper, bisnieto de Tomás de España Sotelo y hermano del militar Miguel de Elizaicin y España.
Su familia era de origen vasco poseía viñas y la fábrica de yeso El Cisne. Inicialmente colaboró en los diarios El Lunes (1883) y La Patria (1888-1891), hasta que en 1898 compró El Correo, que hará órgano del Partido Conservador y que dirigirá hasta su muerte en 1936. Entre otros cargos, fue presidente de la Asociación de Prensa de Alicante, presidente del Casino de Alicante (1893) y miembro del Patronato de la Caja de ahorros de Alicante en 1923.
Fue uno de los jefes locales del Partido Conservador en Alicante, aunque tenía mala relación con sus jefes (Salvador Canals y Vilaró, el marqués de Bosch). Fue concejal y teniente de alcalde de Alicante en 1885 y 1914-1922, así como diputado en la Diputación Provincial de Alicante por Monóvar-Elda en 1892-1896. Inicialmente fue atraído por el fascismo y apoyó la dictadura de Primo de Rivera, pero en 1924 protestó contra la censura de prensa. Fue nombrado alcalde de Alicante entre febrero y abril de 1930. En marzo de 1931 dirigió una manifestación pidiendo la amnistía para los implicados en la Sublevación de Jaca, y en 1932 se integró en el Partido Republicano Progresista dirigido por Niceto Alcalá-Zamora.

## Obras
- Honor contra deshonor (1930)